# NGC 7001
NGC 7001 (również PGC 65905 lub UGC 11663) – galaktyka spiralna (Sab), znajdująca się w gwiazdozbiorze Wodnika. Odkrył ją John Herschel 21 lipca 1827 roku.